# Stictopisthus moravius
Stictopisthus moravius är en stekelart som beskrevs av Schwenke 1999. Stictopisthus moravius ingår i släktet Stictopisthus och familjen brokparasitsteklar. Inga underarter finns listade i Catalogue of Life.